# Annette Peacock
Annette Peacock, geboren als Annette Coleman (Brooklyn, New York, 1941), is een Amerikaans componiste, arrangeur, producer, dichteres, zangeres en performer van vele genres binnen de hedendaagse muziek. Ze wisselt net zo makkelijk van jazzrock naar free jazz, als naar rap. Een echte beroepsopleiding tot musicus heeft ze niet gevolgd, wel werd haar muziek met de paplepel ingegoten; haar moeder was een violiste die onder andere in het Philadelphia Orchestra speelde.

## Levensloop

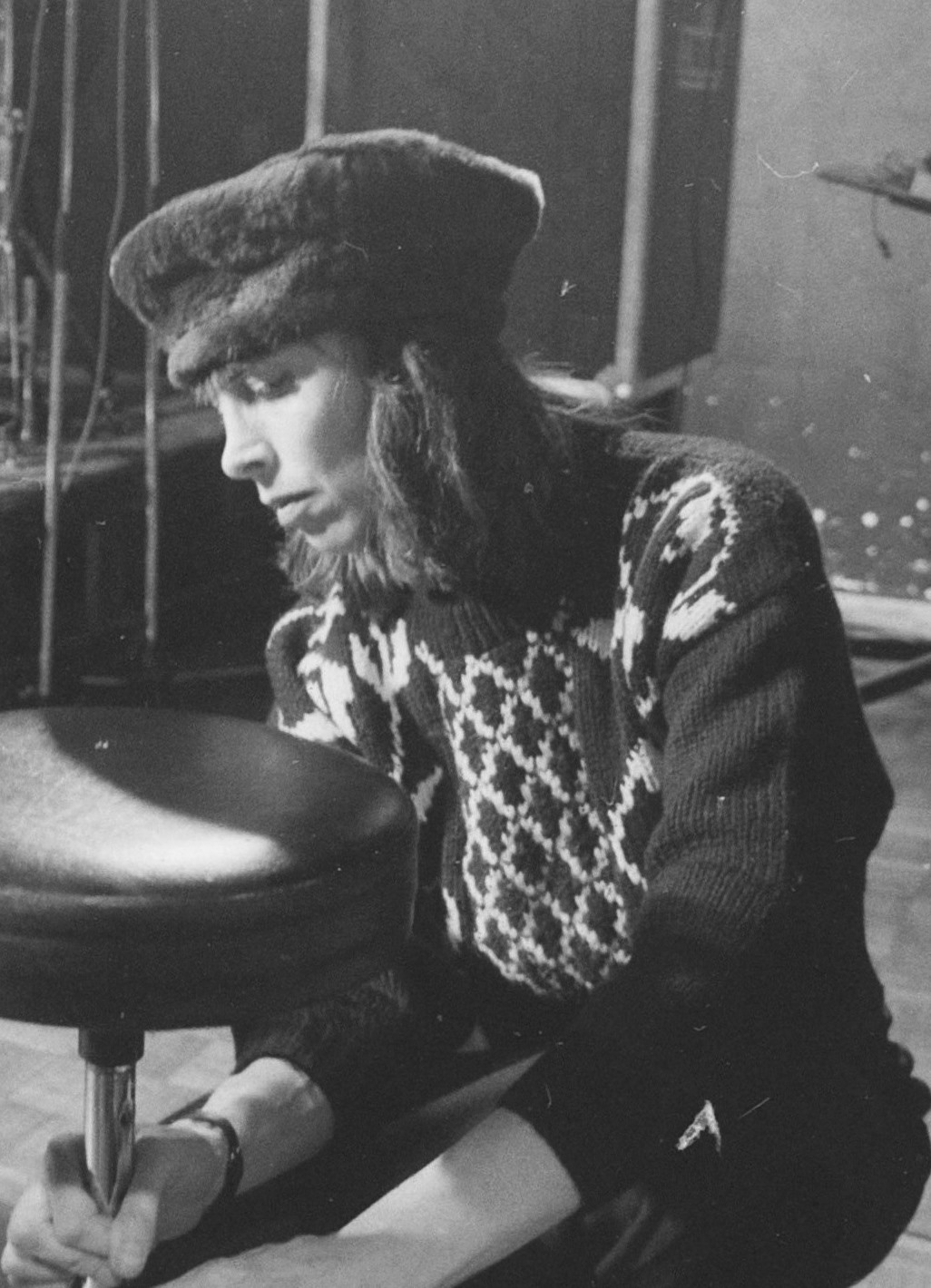
Peacock in het Patronaat (1988)

In 1960 trouwde ze met Gary Peacock, een contrabassist. Ze zat al vroeg in het alternatieve circuit; begin jaren zestig was ze een van de eerste studenten macrobiotiek bij Michio Kushi en was ze betrokken bij Hitchcock Estate, het psychedelisch centrum van Timothy Leary in Millbrook. In 1964 werden haar eerste composities ontdekt door Paul Bley (destijds lid van Gary's band), die er in de loop van de jaren talloze opnam. Eind jaren zestig raakte ze betrokken bij de ontwikkeling van de nieuwe toetsinstrumenten, zoals we die kennen uit de toenmalige popmuziek en met name de Moog-synthesizer. Ze vormde een duo met Bley, waarin Bley het traditionele toetseninstrument de piano bespeelde en Peacock capriolen uithaalde met de nieuwe generatie synthesizer(s), niet alleen als toetsinstrument maar bijvoorbeeld ook als vervormer van de menselijke stem. Destijds trad ze in Nederland op met Paul Bley en Han Bennink.
In 1972 volgde haar eerste soloalbum. Pas daarna studeerde Peacock kortstondig aan de Juilliard School. Haar gedrag leek op dat van David Bowie destijds, androgyn. Eind jaren zeventig en begin jaren tachtig raakte ze betrokken bij de jazzrockband Bruford van drummer Bill Bruford. Haar zangstijl vertoonde veel overeenkomsten met de gitaarstijl van Bruford-gitarist Allan Holdsworth.

Vanaf 1981 verschijnen haar albums op haar eigen platenlabel Ironic Records, met uitzondering van bijvoorbeeld An Acrobat's Heart, dat op ECM Records verscheen, een label dat ook af en toe albums uitbracht van Gary Peacock.
Ook haar composities vonden hun weg, zeker in de jaren zeventig; David Bowie, Busta Rhymes, J-Live, Brian Eno, Pat Metheny, Al Kooper en Mick Ronson zetten haar composities op de plaat. Ex-partner Paul Bley bracht in 1992 het aan haar gewijdde album Annette uit, met trompettist Franz Koglmann en Gary Peacock. Marilyn Crispell wijdde in 1997 een dubbelalbum aan haar composities: Nothing Ever Was, Anyway (eveneens uitgebracht via ECM) met medewerking van Paul Motian en Gary Peacock.
In november 2015 keerde Annette Peacock na meer dan twintig jaar terug naar Nederland voor een optreden op het Le Guess Who? Festival in Utrecht, als onderdeel van een programma gepresenteerd door droneband Sunn O))).

## Discografie
| Nr. | Jaar | Titel                               | Opmerkingen   |
| --- | ---- | ----------------------------------- | ------------- |
| 1   | 1972 | I'm The One                         |               |
| 2   | 1978 | X-Dreams                            |               |
| 3   | 1979 | The Perfect Release                 |               |
| 4   | 1981 | Sky-skating                         |               |
| 5   | 1983 | Been in the Streets Too Long        |               |
| 6   | 1986 | I Have No Feelings                  |               |
| 7   | 1988 | Abstract-contact                    |               |
| 8   | 2000 | An Acrobat's Heart                  |               |
| -   | 2002 | Back To Mine - Morcheeba            | verzamelalbum |
| -   | 2004 | My Mama Never Taught Me How to Cook | verzamelalbum |
| 9   | 2006 | 31:31                               |               |

| Nr. | Jaar | Titel          | Opmerkingen |
| --- | ---- | -------------- | ----------- |
| 1   | 1978 | Don't Be Cruel |             |
| 2   | 1981 | Sky-skating    |             |

- Bibliothèque nationale de France: cb14043764f (data)
- CiNii: DA11982223
- Gemeinsame Normdatei: 133607569
- International Standard Name Identifier: 0000 0000 3047 7687
- Library of Congress Control Number: n95094847
- MusicBrainz: d60262b7-3e3f-4e37-942e-e911efd47463
- Nationale Bibliotheek van Israël: 987007352848705171
- Union List of Artist Names: 500473631
- Virtual International Authority File: 17423830
- WorldCat: E39PBJB8pQdhPr9WhxQvMQ3bBP